# Carcharhinus amblyrhynchoides
Carcharhinus amblyrhynchoides е вид пилозъба акула от семейство Сиви акули (Carcharhinidae). Видът е почти застрашен от изчезване.

## Разпространение и местообитание
Разпространен е в Австралия, Виетнам, Йемен, Индия, Индонезия, Китай, Сомалия, Тайланд, Филипини и Шри Ланка.
Обитава крайбрежията на морета и заливи в райони с тропически климат. Среща се на дълбочина от 16 до 28 m.

## Описание
На дължина достигат до 1,7 m.